# Správní obvod obce s rozšířenou působností Jilemnice
Správní obvod obce s rozšířenou působností Jilemnice je od 1. ledna 2003 jedním ze tří správních obvodů rozšířené působnosti obcí (ORP) v okrese Semily v Libereckém kraji. Je nejvýchodnějším obvodem obce s rozšířenou působností Libereckého kraje, v jehož rámci sousedí s obvody ORP Tanvald a Semily. Krátkým horským úsekem na severu hraničí s Polskem.
Obvod má rozlohu 279 km², což představuje 8,8 % rozlohy kraje. Skládá se z 21 obcí, z toho 3 jsou města (Jablonec nad Jizerou, Jilemnice a Rokytnice nad Jizerou). Město Jilemnice je z nich největší, žije v něm přes 5 tisíc obyvatel.
Města Jilemnice a Rokytnice nad Jizerou jsou obcemi s pověřeným obecním úřadem.

## Seznam obcí
Poznámka: Města jsou vyznačena tučně.
- Benecko
- Bukovina u Čisté
- Čistá u Horek
- Horka u Staré Paky
- Horní Branná
- Jablonec nad Jizerou
- Jestřabí v Krkonoších
- Jilemnice
- Kruh
- Levínská Olešnice
- Martinice v Krkonoších
- Mříčná
- Paseky nad Jizerou
- Peřimov
- Poniklá
- Rokytnice nad Jizerou
- Roztoky u Jilemnice
- Studenec
- Svojek
- Víchová nad Jizerou
- Vítkovice

## Obyvatelstvo
| Rok  | Obyv.  | ± %    |
| ---- | ------ | ------ |
| 1869 | 46 577 | —      |
| 1880 | 45 083 | −3,2 % |
| 1890 | 44 747 | −0,7 % |
| 1900 | 44 720 | −0,1 % |
| 1910 | 44 267 | −1 %   |

| Rok  | Obyv.  | ± %     |
| ---- | ------ | ------- |
| 1921 | 38 410 | −13,2 % |
| 1930 | 37 237 | −3,1 %  |
| 1950 | 25 937 | −30,3 % |
| 1961 | 24 315 | −6,3 %  |
| 1970 | 23 270 | −4,3 %  |

| Rok  | Obyv.  | ± %    |
| ---- | ------ | ------ |
| 1980 | 23 603 | +1,4 % |
| 1991 | 23 009 | −2,5 % |
| 2001 | 22 973 | −0,2 % |
| 2011 | 22 096 | −3,8 % |
| 2021 | 21 225 | −3,9 % |

## Historie
První písemné zprávy o založení obcí na tomto území pocházejí ze 14. století, kdy jich bylo založeno celkem 11. Nejstarší z nich je Poniklá, která byla založena roku 1354. Vůbec nejmladší je naopak obec Horka u Staré Paky s letopočtem 1823.[zdroj⁠?!]

## Obyvatelstvo
Ke konci roku 2020 zde žilo 21 594 obyvatel, což tvořilo 5 % celkového počtu obyvatel kraje. Hustota zalidnění 78,8 osob na 1 km² je druhá nejnižší v rámci ORP Libereckého kraje, nižší má pouze ORP Frýdlant. Počet narozených i zemřelých se každý rok pohybuje okolo 200 osob. V roce 2020 byl záporný přirozený přírůstek obyvatel (74 osob). Průměrný věk se zvyšuje, minulý rok[kdy?] činil 43,5 roku.[zdroj⁠?!]

## Doprava
Největší město Jilemnice má přímé autobusové spojení nejen s obcemi v blízkém okolí, ale i s většími městy jako jsou například Liberec, Hradec Králové a samozřejmě Praha.[zdroj⁠?!]

## Školství a zdravotnictví
Na území ORP Jilemnice je v provozu 20 mateřských škol, 16 základních škol, 1 gymnázium a 1 střední odborná škola.[zdroj⁠?!]
Nejdůležitější nemocnicí je Masarykova městská nemocnice v Jilemnici. Je zde 180 lůžek a za rok 2020 bylo hospitalizováno 8 087 pacientů. Průměrný počet dní strávených v nemocnici byl 4,4 dne.[zdroj⁠?!]

## Kultura
Významným kulturním centrem je město Jilemnice, v němž je soustředěna řada různých kulturních zařízení, například Společenský dům Jilm, Kino 70 a Městská knihovna Jaroslava Havlíčka. Centrem kultury v Jablonci nad Jizerou je budova kulturního domu.[zdroj⁠?!]